# Hymenomima fumibrunnea
Hymenomima fumibrunnea là một loài bướm đêm trong họ Geometridae.